# Cerkiew Wszystkich Świętych w Jeziorosach
Cerkiew Wszystkich Świętych – cerkiew prawosławna w Jeziorosach, wzniesiona w 1838, położona przy ul. Kauno. Należy do dekanatu wisagińskiego eparchii wileńskiej i litewskiej.

## Historia
Powstanie pierwszej cerkwi w Jeziorosach miało związek z budową drogi z Petersburga do Warszawy, co wywołało zwiększenie liczby mieszkańców miasta, do tej pory zamieszkiwanego głównie przez wyznawców judaizmu i katolicyzmu. Inicjatorem powstania parafii był przybyły z Petersburga ks. Joann Łukianow. Początkowo odprawiał on nabożeństwa w kaplicy urządzonej w domu jednego z parafian, prowadził również pracę misyjną wśród miejscowych staroobrzędowców.
W momencie, gdy parafia osiągnęła liczbę dwustu wiernych, przekazano jej 44-hektarową działkę, zaś Święty Synod wsparł finansowo budowę. Cerkiew Przemienienia Pańskiego została wzniesiona w 1838 na głównym rynku miasta, w bezpośrednim sąsiedztwie katolickiego kościoła. Budynek poświęcił arcybiskup połocki i witebski Smaragd. Rok później w cerkwi umieszczono uchodzącą za cudowną Suwekską Ikonę Matki Bożej, przeniesioną ze zlikwidowanego monasteru bazyliańskiego.
6 lipca 1877 z inicjatywy generał gubernatora Aleksandra Potapowa w Jeziorosach powstała druga, murowana cerkiew, również pod wezwaniem Przemienienia Pańskiego. W związku z tym stary budynek przeniesiono na miejscowy cmentarz prawosławny; 22 października 1885 po ukończeniu prac rekonstrukcyjnych miało miejsce jej ponowne poświęcenie połączone ze zmianą wezwania na Wszystkich Świętych. Cerkiew cały czas była czynna.
W 1941, po spłonięciu cerkwi Przemienienia Pańskiego, w świątyni Wszystkich Świętych znalazły się ocalone z niej ikony i inne elementy wyposażenia. W czasie II wojny światowej i po jej zakończeniu obiekt kilkakrotnie był okradany (ostatnio w 2001). 30 marca 1948 władze radzieckie zarejestrowały parafię w Jeziorosach, która ówcześnie skupiała ok. 300 osób.

## Architektura

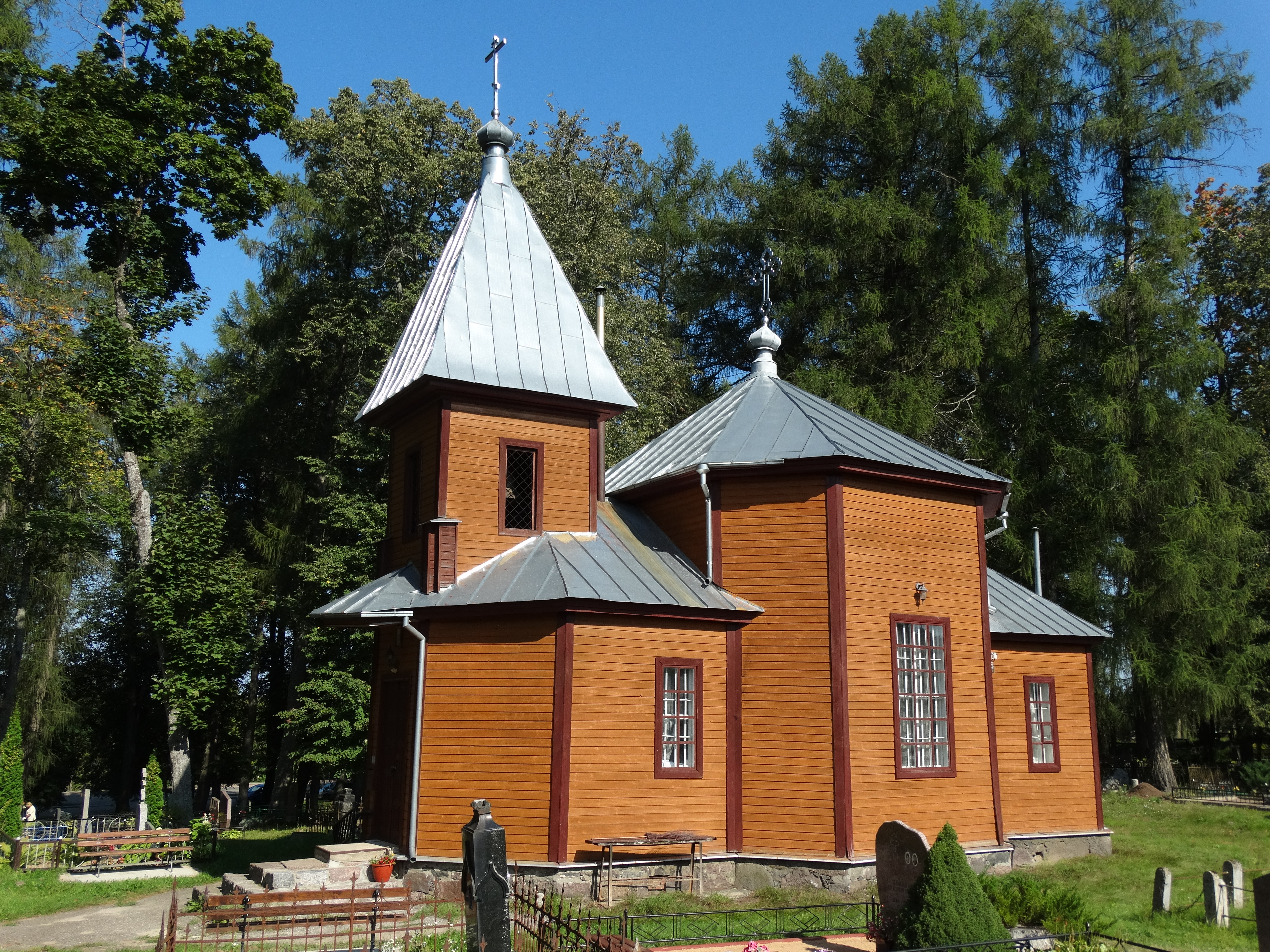

Cerkiew w Jeziorosach jest zbudowana z drewna, trójdzielna. Wejście do niej prowadzi przez przedsionek, nad którym znajduje się wieża zwieńczona niewielką cebulastą kopułą z krzyżem. Okna w cerkwi są prostokątne. Najszerszą z trzech części budynku jest nawa; prezbiterium jest od niej węższe i wyraźnie niższe.
We wnętrzu zachowany dwurzędowy ikonostas. Ponad ołtarzem znajduje się kopia ikony świętych męczenników wileńskich z monasteru Świętego Ducha w Wilnie.